# Miękisz Nowy (gromada)
Miękisz Nowy – dawna gromada, czyli najmniejsza jednostka podziału terytorialnego Polskiej Rzeczypospolitej Ludowej w latach 1954–1972.
Gromady, z gromadzkimi radami narodowymi (GRN) jako organami władzy najniższego stopnia na wsi, funkcjonowały od reformy reorganizującej administrację wiejską przeprowadzonej jesienią 1954 do momentu ich zniesienia z dniem 1 stycznia 1973, tym samym wypierając organizację gminną w latach 1954–1972.
Gromadę Miękisz Nowy z siedzibą GRN w Miękiszu Nowym utworzono – jako jedną z 8759 gromad na obszarze Polski – w powiecie jarosławskim w woj. rzeszowskim na mocy uchwały nr 21/54 WRN w Rzeszowie z dnia 5 października 1954. W skład jednostki weszły obszary dotychczasowych gromad Miękisz Nowy, Miękisz Stary i Tuchla ze zniesionej gminy Laszki w tymże powiecie. 
13 listopada 1954 gromada weszła w skład nowo utworzonego powiatu radymniańskiego, gdzie ustalono dla niej 13 członków gromadzkiej rady narodowej.
1 stycznia 1959 do gromady Miękisz Nowy włączono wieś Czerniawka z gromady Bihale w powiecie lubaczowskim w tymże województwie.
31 grudnia 1961, w związku ze zlikwidowaniem powiatu radymniańskiego, gromadę Miękisz Nowy włączono (z powrotem) do powiatu jarosławskiego w tymże województwie, równocześnie znosząc ją i włączając jej obszar do gromady Laszki.